# 1,2,3,6-Tetrahydrophthalimid
1,2,3,6-Tetrahydrophthalimid ist eine chemische Verbindung aus der Gruppe der Carbonsäureimide.

## Gewinnung und Darstellung
1,2,3,6-Tetrahydrophthalimid kann durch Reaktion von Tetrachlorphthalsäureanhydrid mit Ammoniak gewonnen werden.

## Eigenschaften
1,2,3,6-Tetrahydrophthalimid ist ein brennbarer gelbgrauer Feststoff, der wenig löslich in Wasser ist.

## Verwendung
1,2,3,6-Tetrahydrophthalimid wird als Zwischenprodukt bei der Herstellung von Fungiziden (Captan und Captafol) verwendet.